# Google Latitude
Google Latitude fue un servicio basado en localización móvil desarrollado por Google y que fue lanzado en febrero de 2009. El 10 de julio de 2013, Google anunció que suspendería este servicio el 9 de agosto de 2013, siendo remplazado por Google+ Ubicaciones.

## Características
Permite a los propietarios de teléfonos inteligentes, ya sean usuarios de navegadores web o usuarios que ejecutan un gadget de iGoogle, que otras personas de su lista de contactos puedan rastrear donde está ubicado o realizar un seguimiento de éstos, tanto para la coordinación de encuentros o para seguirlos durante un viaje. Los usuarios pueden enviar correos electrónicos, Google Talk/Hangouts, SMS y mensajes de actualización de estado a los demás directamente desde Latitud, y también es posible realizar llamadas a teléfonos.
La privacidad es considerada un elemento central del servicio, por lo que es opcional; los usuarios no tienen que revelar sus posiciones a algunos usuarios y pueden entrar en un lugar preestablecido para ocultar sus verdaderas posiciones. Cualquier persona que desee utilizar el servicio debe autorizar al sistema y aceptar ser localizados, sin embargo, el usuario puede deshabilitar esta opción en cualquier momento.

## Suspensión
La aplicación se encontraba disponible para los sistemas operativos Android, iOS, BlackBerry OS, Symbian S60 y Windows Mobile.
Sin embargo, el 10 de julio de 2013, Google anunció que ya no daría soporte a Latitude, suspendiéndelo el 9 de agosto de 2013. Aunque la aplicación de Latitude como tal dejará de existir, el servicio de ubicación será incorporado a Google+, en una sección llamada Ubicaciones.